# Rennen von Rainhill

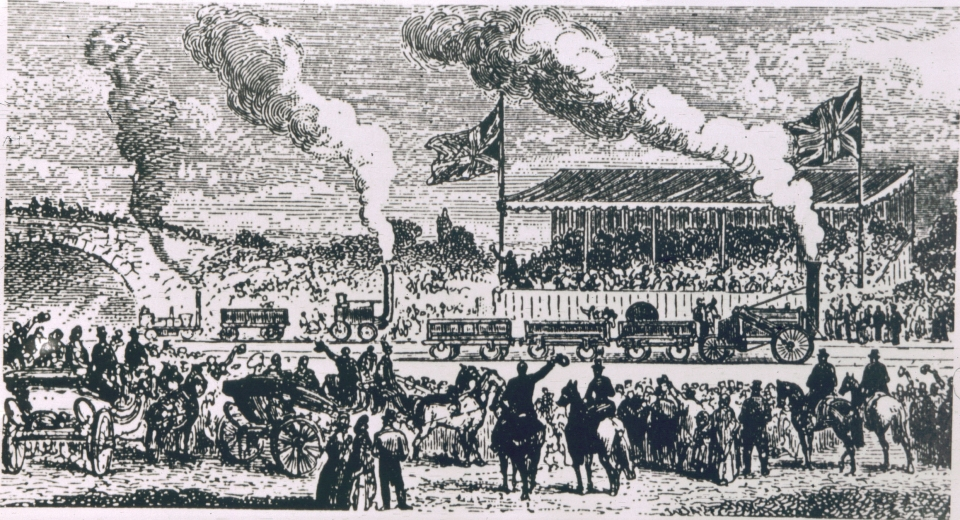
Nachträgliche Darstellung der Rainhill Trials. Im Vordergrund die Rocket, im Hintergrund die Sans Pareil (rechts) und die Novelty (veröffentlicht in The Illustrated London News).

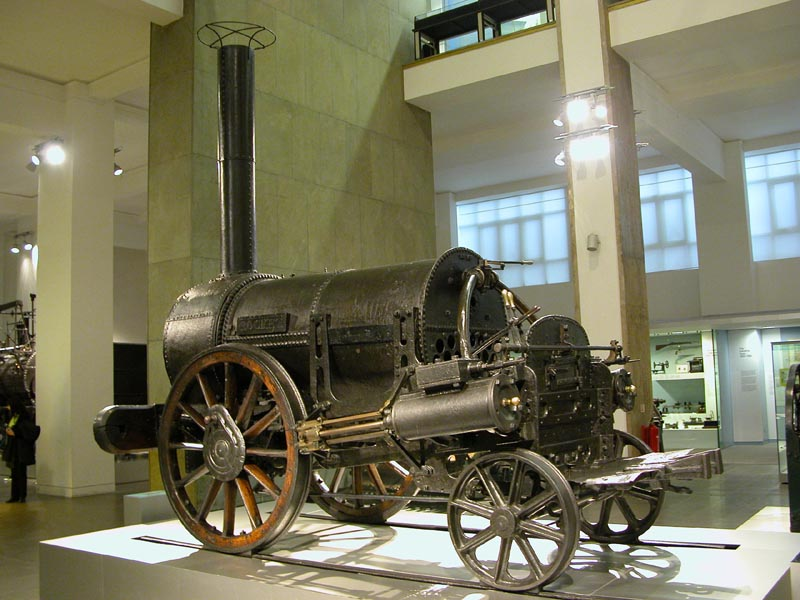
Umgebaute Original-Lokomotive „The Rocket“ von George und Robert Stephenson von 1829 im Science Museum in London

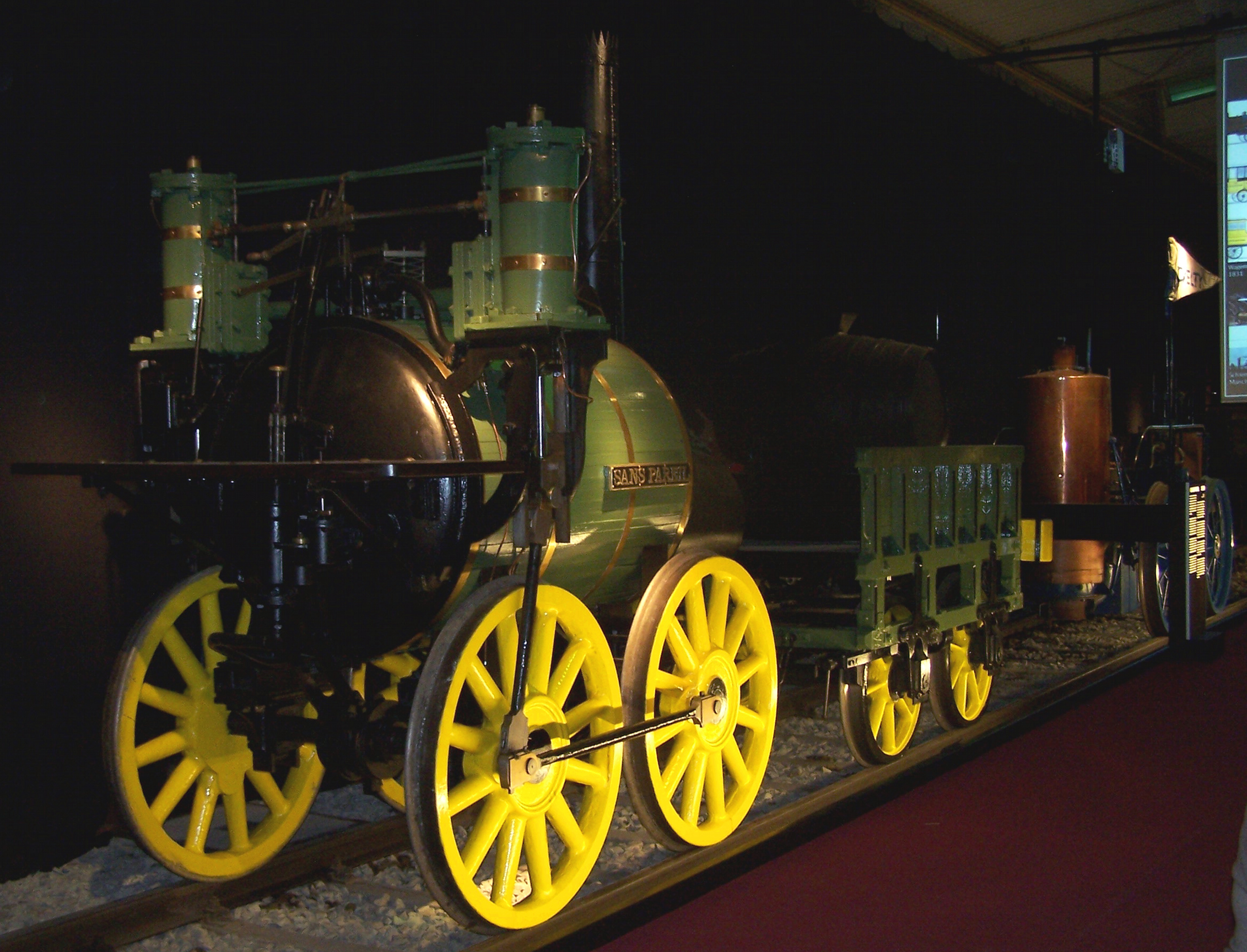
Nachbildung der „Sans Pareil“ 2010 bei der Sonderausstellung Adler, Rocket & Co.

Das Rennen von Rainhill (engl. Rainhill Trials) war ein 1829 veranstalteter Wettbewerb zur Ermittlung einer geeigneten Lokomotive für die Liverpool and Manchester Railway.
In der Anfangszeit der Eisenbahn verlegte man die Eisenbahnstrecken möglichst eben, wie man es vom Kanalbau kannte. Ähnlich wie bei einer Schleuse sollten Steigungen auf kurze Strecken konzentriert und dort mithilfe von Pferden oder Vorrichtungen, wie fest installierten Dampfmaschinen oder auf dem Gegengleis herabfahrenden Zügen, bewältigt werden.
Auf der Strecke Liverpool–Manchester wollte man zunächst ganz auf Dampflokomotiven verzichten und die 50 km lange Strecke mithilfe von 21 ortsfesten Dampfmaschinen betreiben. Um zu prüfen, ob auch Lokomotiven in der Lage waren, Steigungen zu überwinden, und um eine geeignete Lokomotive für diese Strecke zu finden, wurde von den Direktoren der Liverpool and Manchester Railway auf Drängen von George Stephenson ein Wettbewerb ausgeschrieben, der als die legendären Rainhill Trials (wörtl. „Rainhill-Erprobungen“) in die Geschichte der Eisenbahn einging.

## Die Regeln
Die Lokomotive sollte mit einem Dampfdruck von 50 psi (ungefähr 3500 hPa; 3,5 bar) das Dreifache ihres Gewichts ziehen. Dabei sollte sie eine Geschwindigkeit von mindestens 10 mph (16 km/h) erreichen. Sie sollte eine Federung besitzen und durfte nicht höher als 15 Fuß (4,5 m) sein. Außerdem durfte sie nicht mehr als sechs Tonnen wiegen. Die Lokomotive sollte ihren Rauch verbrennen und zwei Sicherheitsventile haben, von denen eines außerhalb der Reichweite des Führers zu liegen hatte.
Diese Bedingungen erforderten eine entscheidende Verbesserung gegenüber dem damaligen Stand der Technik, da keine der bis dahin in Betrieb befindlichen Lokomotiven die Bedingungen erfüllen konnte.

## Der Preis
Der Sieger sollte 500 Pfund Preisgeld erhalten und konnte sich Hoffnungen machen, die Lokomotiven für die Strecke Manchester–Liverpool liefern zu dürfen.

## Die Teilnehmer
Von den zunächst zehn gemeldeten Kandidaten waren nur fünf Fahrzeuge zum Rennen erschienen:
- The Novelty war eine leichte zweiachsige Maschine, die von dem Engländer John Braithwaite und dem Schweden John Ericsson stammte.
- The Sans Pareil von Timothy Hackworth war eine Verkleinerung der von ihm entwickelten Lokomotiven, die sich bereits bei der Stockton and Darlington Railway bewährt hatten. Sie hatte zwei gekuppelte Achsen. Obwohl sie eigentlich zu schwer war, um die Wettbewerbsbedingungen zu erfüllen, wurde sie zum Wettbewerb zugelassen. Etliche Teile der Sans Pareil, wie die Zylinder, wurden in der Maschinenfabrik Robert Stephenson and Company in Newcastle angefertigt.
- The Rocket war die neueste Entwicklung von George und Robert Stephenson. Sie besaß zwei Achsen, von denen die vordere angetrieben war, einen Heizröhrenkessel mit optimierter Vergrößerung der Heizfläche und einen um die Feuerbüchse herumgebauten Stehkessel.
- The Perseverance von Timothy Burstall – Die Maschine war nur im Schritttempo zu bewegen und kam deshalb nicht in die Ausscheidung.
- The Cycloped – Diese Lokomotive wurde von einem Pferd mittels eines tretmühlenartigen Mechanismus betrieben. Sie konnte ebenfalls die erforderliche Geschwindigkeit nicht erreichen.

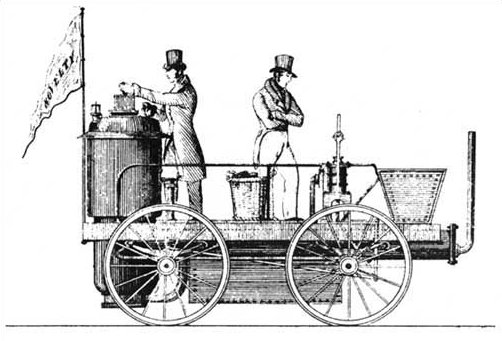
Die Novelty im Mechanics’ Magazine von 1829.
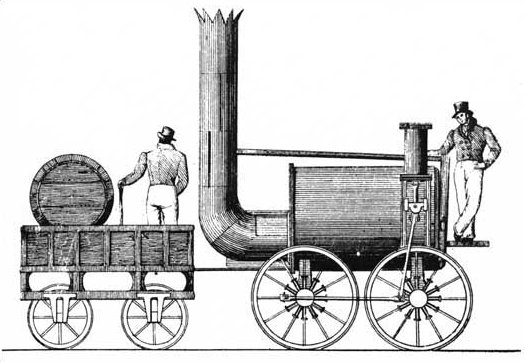
Die Sans Pareil im Mechanics’ Magazine von 1829.
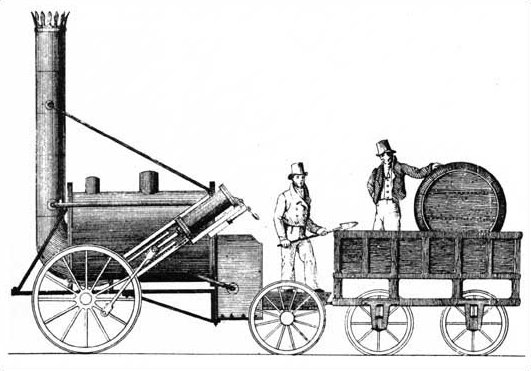
Die Rocket im Mechanics’ Magazine von 1829.
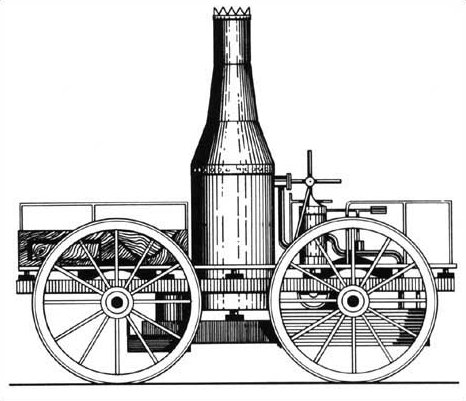
Die Perseverance im Mechanics’ Magazine von 1829.
Zeitgenössische Darstellung der von einem Arbeitspferd angetriebenen The Cycloped.

## Das Rennen
Die verschiedenen Tests begannen am 6. Oktober 1829 und zogen sich bis zum 14. Oktober hin. The Rocket konnte als einzige der angetretenen Kandidaten die Teststrecke bewältigen und erreichte dabei mit einer Last, die dem Dreifachen ihres Eigengewichts entsprach, eine Durchschnittsgeschwindigkeit von 12,5 mph. Mit nur einem Wagen erreichte sie 24 mph und ganz ohne Last sogar 30 mph, was aber ohne mitgeführte Vorräte an Kohle und Wasser nicht für längere Zeit möglich war.
Die Novelty hatte das geringste Gewicht, den niedrigsten Verbrauch von Kohle und erreichte die höchste Geschwindigkeit. Da sie jedoch, wie auch die Sans Pareil, die vorgeschriebene Teststrecke wegen technischer Probleme nicht bewältigen konnte, wurde der Sieg Stephenson und seiner Rocket zugesprochen.
Stephenson durfte nach seinem Sieg acht Dampflokomotiven vom Typ Rocket für die Strecke Liverpool–Manchester liefern. Auch die Sans Pareil von Hackworth, deren Zylinder beim Wettkampf explodierte – ein damals häufiger Defekt vieler Maschinen – wurde in den Dienst der Liverpool-Manchester-Bahn übernommen und leistete dort länger Dienst als die nach wenigen Jahren stillgelegte Rocket.
Nicht zuletzt wegen dieses Erfolges von Stephenson lieferte dieser sechs Jahre später seine Lokomotive auch für die erste regelmäßige deutsche Eisenbahnlinie, den Adler für die Ludwigsbahn von Nürnberg nach Fürth.